# 小結
小結（こむすび）とは、大相撲の力士の地位の一つ。三役の最下位。幕内では横綱から数えると第4位に当たる（横綱・大関・関脇・小結・前頭（平幕））。

## 呼称・由来
江戸時代の大相撲初期からある地位である。
呼称の由来やその語源はわかっておらず、諸説があるにとどまる。最も一般的に広まっている説では、江戸時代の相撲書「古今相撲大全」に「役相撲の小口の結びなれば」という記述があり、その「小口の結び」からきているという。

## 特徴
金銭的待遇
月給は関脇と「三役」とひとくくりに扱われ、同額（180万円）である。
取組
幕内力士として、本場所では15日間毎日取組が組まれる。
近年の慣例として、小結は、初日に横綱との対戦が組まれる。西小結は東横綱と、東小結は西横綱との対戦が組まれる場合が多い。ほか、横綱・大関との対戦は序盤から中盤戦にかけて集中的に組まれることが多い（関脇は横綱・大関との対戦は中盤戦以降に組まれることが多いのと対称的である）。
定員
人数の下限としては最低2名（東西1名ずつ）定められており、実際に2名のみの場所が多い。上限は特に定めはないが、小結が3名以上になることは関脇と比較しても少ない。2006年11月場所の4小結から2019年11月場所の4小結まで、13年にわたり3小結以上の番付が出ず小結2名のみの場所が続いたということもある。これまでの最大の人数は4小結で、通算16場所ある。直近の4小結は、2023年3月場所（若元春・琴ノ若・大栄翔・翔猿）である。
引退後
一度でも小結を経験すれば、引退後に年寄を襲名することができる。

## 昇進・陥落要件
小結に限らず、「番付は生き物」と俗称されるように、成績と翌場所の地位との関係は一定ではない。特に、小結は定員が少なく、さらに昇進の枠が限られてくるため、他の力士との兼ね合いによる運・不運が大きい。
幕内上位については、昇進要件が特に厳格である横綱・大関を除いた力士のうち、前場所の番付と成績を加味して上から順に関脇2名、小結2名、それ以降を平幕とすることが多い。そのため、小結で勝ち越しても、関脇の枠が開かずに昇進できないケースもあれば、逆に、上位陣が軒並み負け越した場合には、単純計算で昇進できない成績の力士が引き上げられて小結に至るケースもある（2021年3月場所の若隆景は西前頭2枚目で10勝5敗としても翌場所は東筆頭に留められたが、2024年1月場所の錦木は西前頭5枚目で8勝7敗ながら翌場所小結に昇進している）。
ただし、関脇から前頭上位に、番付と成績の単純計算で三役の地位に十分に足る力士が多数いた場合は、関脇や小結が増員されることがある。小結では、おおむね11勝以上の好成績を挙げた場合は、たとえ関脇が全員勝ち越していても関脇に昇進する（翌場所、関脇が3人以上に増える）。 戦後、小結の地位で11勝以上挙げた力士で翌場所も小結に据え置かれた事例はない。 そのため小結の地位での連続優勝というのは事実上不可能である。
逆に小結で負け越しすれば、原則としてすぐ平幕へ陥落する。ただし、東小結で7勝8敗の場合は、西小結に留められることもある。東小結でも6勝9敗以下の成績の場合は、ほぼ確実に平幕へ陥落するが、2025年5月場所の髙安は東小結の6勝9敗ながらも西小結に留められた1場所15日制で初の事例となった。（2022年7月場所のコロナ関連で途中休場した当時関脇大栄翔の6勝7敗2休の例や当時の公傷で全休した力士を除いて関脇で6勝9敗以下の成績で小結に止め置かれた前例もない。その為今回の高安の例により今後番付の成績等次第になるが関脇で6勝9敗で小結に留まる事態も前頭上位の成績によっては考えられる。）
近年の番付では東前頭筆頭の勝ち越しが昇進として最優先される傾向が強くなり、昇進枠が少ない場合、それより下の番付で単純計算で東前頭筆頭の力士を上回る成績を挙げたとしても、小結に昇進できない事例が見られるようになった。
平幕から小結を飛び越えて関脇に昇進する場合や、関脇から小結を通り越して平幕に陥落する場合があるため、小結よりも先に関脇を経験する力士（逸ノ城・琴勇輝・正代・照ノ富士など）、関脇を経験したが小結には在位しないまま引退する例（追風海・北勝力など）がある。
大関の昇進基準の目安は「3場所連続で三役にあって、その通算の勝ち星が33勝以上」であるため、関脇と小結での勝ち越しは後の大関昇進を検討する際に起点の成績とみなされる。平成以降、大関に昇進した力士で昇進3場所前が平幕だった力士は照ノ富士と栃ノ心のみである。戦前までは小結で優勝に近い成績を挙げて、関脇を飛び越して大関に昇進することもあったが、戦後においては制度上は可能とされるものの実例は皆無である。1991年11月場所の小結・琴錦は、前場所に平幕優勝を飾っており、この11月場所の終盤で、琴錦が2場所連続優勝を果たせば、関脇を飛び越えて大関の地位に抜擢も検討するという声も上がったものの、結果的に琴錦は優勝を逃したために昇進の話題は出なかった。

## 記録
備考
- 2024年7月場所終了時点。
- 太字の力士は現役。
- 場所数に関する記録では、中止された2011年（平成23年）3月場所と2020年（令和2年）5月場所を数えず、本場所ではないが公式記録が残る2011年（平成23年）5月の技量審査場所を数える。

### 小結で優勝した力士
以下の一覧表にも記す通り、小結の優勝は事例が少ないことで知られる。小結で優勝した回数や力士は2024年5月現在、幕内で最下位。新小結の優勝は1957年の安念山、2024年の大の里の2人で、1958年の年6場所制定着以降は大の里のみ。上位陣と確実に対戦するだけでなく、好調な平幕とも当たる。そのため、十両と同じく好成績での優勝が難しく、小結による全勝優勝、外国出身力士の優勝、小結の地位での複数回の優勝は過去に例が無い。また、7月場所における小結の優勝は過去に例が無い。
| 回目 | 場所                       | 地位       | 四股名                        | 成績                | 翌場所              | 最高位 |
| ---- | -------------------------- | ---------- | ----------------------------- | ------------------- | ------------------- | ------ |
| 1    | 1931年（昭和6年）5月場所   | 東小結     | 武藏山武                      | 10勝1敗 （清水川）  | 東小結（8勝2敗1休） | 横綱   |
| 2    | 1932年（昭和7年）3月場所   | 西小結     | 沖ツ海福雄                    | 9勝1敗              | 東関脇（6勝4敗1分） | 関脇   |
| 3    | 1944年（昭和19年）1月場所  | 西小結     | 佐賀ノ花勝巳                  | 13勝2敗             | 東関脇（7勝3敗）    | 大関   |
| 4    | 1957年（昭和32年）5月場所  | 西小結     | 安念山治 （のち羽黒山礎丞）   | 13勝2敗             | 西関脇（9勝6敗）    | 関脇   |
| 5    | 1974年（昭和49年）11月場所 | 西張出小結 | 魁傑將晃                      | 12勝3敗 （○北の湖） | 東関脇（11勝4敗）   | 大関   |
| 6    | 1992年（平成4年）9月場所   | 西小結     | 貴花田光司 （のち貴乃花光司） | 14勝1敗             | 西関脇（10勝5敗）   | 横綱   |
| 7    | 1993年（平成5年）3月場所   | 東小結     | 若花田勝 （のち若乃花勝）     | 14勝1敗             | 西関脇（10勝5敗）   | 横綱   |
| 8    | 2000年（平成12年）5月場所  | 西小結     | 魁皇博之                      | 14勝1敗             | 東関脇（11勝4敗）   | 大関   |
| 9    | 2018年（平成30年）11月場所 | 東小結     | 貴景勝光信 （のち貴景勝貴信） | 13勝2敗             | 東関脇（11勝4敗）   | 大関   |
| 10   | 2024年（令和6年）5月場所   | 西小結     | 大の里泰輝                    | 12勝3敗             | 西関脇（9勝6敗）    | 横綱   |

- 四股名は優勝当時の四股名。
- 成績の（）内は優勝同点力士。星は優勝決定戦。同制度は1947年（昭和22年）6月場所から導入、それ以前の優勝同点は上位者優勝。武藏山には他に小結での優勝同点がある（昭和5年10月場所）。
- 武藏山の時代には2場所ごとの成績で番付編成が行われており、翌1932年（昭和7年）1月場所で西大関。この場所は春秋園事件のために開催されず、武藏山も一時脱走するがすぐに帰参し、同2月場所では西大関で5勝3敗。
- 太字の力士は現役。
- 沖ツ海は現役死。
- 安念山、大の里は新三役で優勝。

### 通算小結在位
| 順位 | 小結在位 | 四股名       | 最高位 |
| ---- | -------- | ------------ | ------ |
| 1位  | 19場所   | 高見山大五郎 | 関脇   |
| 2位  | 15場所   | 安芸乃島勝巳 | 関脇   |
| 3位  | 14場所   | 出羽錦忠雄※  | 関脇   |
| 3位  | 14場所   | 栃煌山雄一郎 | 関脇   |
| 5位  | 13場所   | 琴錦功宗     | 関脇   |
| 5位  | 13場所   | 土佐ノ海敏生 | 関脇   |
| 7位  | 12場所   | 出羽の花義貴 | 関脇   |
| 7位  | 12場所   | 稀勢の里寛   | 横綱   |
| 9位  | 11場所   | 貴闘力忠茂   | 関脇   |
| 9位  | 11場所   | 魁皇博之     | 大関   |
| 9位  | 11場所   | 武双山正士   | 大関   |

- ※は年6場所制定着以前の入幕。
- 小結が最高位の力士としては富士錦の10場所が最多。

### 小結連続在位
| 順位 | 小結在位 | 四股名       | 在位期間                     |
| ---- | -------- | ------------ | ---------------------------- |
| 1位  | 5場所    | 麒麟児將能   | 1969年1月場所-1969年9月場所  |
| 1位  | 5場所    | 土佐ノ海敏生 | 1999年11月場所-2000年7月場所 |
| 1位  | 5場所    | 琴光喜啓司   | 2004年5月場所-2005年1月場所  |
| 4位  | 4場所    | 信夫山治貞※  | 1955年1月場所-1955年9月場所  |
| 4位  | 4場所    | 朝潮太郎※    | 1954年1月場所-1954年9月場所  |
| 4位  | 4場所    | 高見山大五郎 | 1971年7月場所-1972年1月場所  |
| 4位  | 4場所    | 出島武春     | 1998年9月場所-1999年3月場所  |
| 4位  | 4場所    | 稀勢の里寛   | 2006年7月場所-2007年1月場所  |
| 4位  | 4場所    | 阿炎政虎     | 2019年7月場所-2020年1月場所  |
| 4位  | 4場所    | 琴ノ若傑太   | 2023年1月場所-2023年7月場所  |

- ※は年6場所制定着以前の入幕。
- 琴ノ若傑太は大関昇進後2場所目の2024年5月場所に「琴櫻将傑」へ改名。

### 新小結成績
| 順位 | 四股名        | 新小結成績 | 最高位 |
| ---- | ------------- | ---------- | ------ |
| 1位  | 安念山治※     | 13勝2敗    | 関脇   |
| 1位  | 照ノ富士春雄△ | 13勝2敗    | 横綱   |
| 3位  | 小錦八十吉◯   | 12勝3敗    | 大関   |
| 3位  | 雅山哲士      | 12勝3敗    | 大関   |
| 3位  | 大の里泰輝    | 12勝3敗    | 横綱   |
| 6位  | 名寄岩静男※◯  | 11勝4敗    | 大関   |
| 6位  | 佐賀ノ花勝巳※ | 11勝4敗    | 大関   |
| 6位  | 増位山大志郎※ | 11勝4敗    | 大関   |
| 6位  | 大鵬幸喜      | 11勝4敗    | 横綱   |
| 6位  | 栃ノ海晃嘉    | 11勝4敗    | 横綱   |
| 6位  | 魁傑將晃      | 11勝4敗    | 大関   |
| 6位  | 貴花田光司    | 11勝4敗    | 横綱   |
| 6位  | 白鵬翔        | 11勝4敗    | 横綱   |
| 6位  | 朝乃山英樹    | 11勝4敗    | 大関   |

- ※印は年6場所制定着以前の記録。
- ◯印の名寄岩と小錦とは、小結を通過した関脇の地位が新三役だった。それから負け越して関脇から陥落した後、初めて小結の地位を務めた時の成績。
- △印の照ノ富士は新三役が関脇でその後大関になり、大関陥落後、返り三役で初めて小結の地位を務めた時の成績。且つ優勝同点。
- 貴花田は後に貴乃花に改名。
- 朝乃山英樹は後に朝乃山広暉に改名。
- 安念山、大の里は新小結で優勝。

### 新小結優勝
| 四股名     | 場所          | 新小結成績 | 最高位 |
| ---------- | ------------- | ---------- | ------ |
| 安念山治※  | 1957年5月場所 | 13勝2敗    | 関脇   |
| 大の里泰輝 | 2024年5月場所 | 12勝3敗    | 横綱   |

- 2024年5月場所現在。
- 太字の力士は現役力士。
- ※は年6場所・15日制定着以前の記録。